# Irving Wallace
Irving Wallace, född 19 mars 1916 i Chicago, Illinois, död 29 juni 1990 i Los Angeles, Kalifornien, var en amerikansk författare och manusförfattare. Bland hans verk kan nämnas The Chapman Report (1960), om människans sexualitet; The Prize (1962), om Nobelpriset och The Man, om en svart man som blir USA:s president på 60-talet.

## Biografi
Wallaces föräldrar, Bessie Liss och Alexander Wallace, var judar, ursprungligen från Ryssland. Han var far till historikern David Wallechinsky och författaren Amy Wallace. Efternamnet Wallace är en amerikaniserad version av Wallechinsky.
I tonåren började Wallace sälja historier till olika tidningar. Efter att ha tjänstgjort i andra världskriget fortsatte han att skriva för tidningar, men lyckades snart få jobb som manusförfattare i Hollywood.
Efter att ha stött på problem i Hollywood började han istället skriva böcker på heltid. 1955 fick han sin första bok, The Fabulous Originals, publicerad. Efter det skrev han boken The Sins of Philip Fleming som inte fick någon vidare uppmärksamhet överhuvudtaget. Nästa bok, The Chapman Report, blev dock en enorm succé och har även filmatiserats.
Under sin livstid gav Wallace ut 33 böcker, översatta till 31 språk, och flera av hans böcker har filmatiserats.
Wallace dog 1990 av cancer i bukspottskörteln (pankreascancer).

### Romaner
- The Sins of Philip Fleming: A Compelling Novel of One Man's Intimate Problem (1959)
- The Chapman Report (1961)
  - Dr Chapmans rapport (översättning Roland Adlerberth, Bergh, 1960)
- The Prize (1962)
- The Man (1964)
  - Mannen i Vita huset (översättning Bertil Lagerström, Tiden, 1965)
- The Three Sirens (1964)
- The Plot (1967)
- The Seven Minutes (1969)
- The Word (1972)
- The Fan Club (1974)
- The R Document (1976)
- The Pigeon Project (1979)
- The Second Lady (1980)
  - Uppdrag: Amerikas första dam (översättning Gunilla Holm, Askild & Kärnekull, 1981)
- The Almighty (1982)
  - Den allsmäktige (översättning Eva Mazetti-Nissen, Askild & Kärnekull, 1983)
- The Miracle (1984)
  - Miraklet (översättning Carla Wiberg, Richter, 1984)
- The Seventh Secret (1985)
  - Den sjunde hemligheten (översättning Carla Wiberg, Richter, 1987)
- The Celestial Bed (1987)
  - Kärleksprofeterna (översättning Carla Wiberg, Richter, 1988)
- The Golden Room (1988)
- The Guest of Honor (1989)

### Facklitteratur
- Fabulous Originals: Lives of Extraordinary People Who Inspired Memorable Characters in Fiction (1955)
- Square Pegs: Some Americans Who Dared to Be Different (1958)
- The Fabulous Showman: The Life and Times of P.T. Barnum (1959)
- The Twenty-Seventh Wife (1961)
- The Sunday Gentleman (1966)
- Writing of One Novel (1968)
- The Nympho and Other Maniacs: The Lives, the Loves and the Sexual Adventures of Some Scandalous and Liberated Ladies (1971)
- The People's Almanac (1975) (tillsammans med David Wallechinsky)
- Stardust to Prairie Dust (1976)
- The Book of Lists (1977) (tillsammans med David Wallechinsky och Amy Wallace)
- Two: Biography of The Original Siamese Twins (1978) (tillsammans med Amy Wallace)
- The People's Almanac No. 2 (1978) (tillsammans med David Wallechinsky)
- The Book of Lists 2 (1980) (tillsammans med Amy Wallace och David Wallechinsky)
- The Intimate Sex Lives of Famous People (1981)
- The Book of Lists 3 (1983) (tillsammans med Amy Wallace och David Wallechinsky)
- Significa (1983) (tillsammans med Amy Wallace och David Wallechinsky)
- Secret Sex Lives of Famous People (1993)